# Liste von Listen der Mitglieder des Landtages des Saarlandes
Die Liste von Listen der Mitglieder des Landtages des Saarlandes umfasst alle Listen der Mitglieder des Landtags des Saarlandes.

## Liste
| Liste                                  | Datum     | Wahl | Landesregierung                                                         |
| -------------------------------------- | --------- | ---- | ----------------------------------------------------------------------- |
| Mitglieder der ersten Wahlperiode      | 1947–1952 | Wahl | Kabinett Hoffmann I, Kabinett Hoffmann II                               |
| Mitglieder der zweiten Wahlperiode     | 1952–1955 | Wahl | Kabinett Hoffmann III, Kabinett Hoffmann IV, Kabinett Welsch            |
| Mitglieder der dritten Wahlperiode     | 1955–1960 | Wahl | Kabinett Ney, Kabinett Reinert I, Kabinett Reinert II, Kabinett Röder I |
| Mitglieder der vierten Wahlperiode     | 1960–1965 | Wahl | Kabinett Röder II                                                       |
| Mitglieder der fünften Wahlperiode     | 1965–1970 | Wahl | Kabinett Röder III                                                      |
| Mitglieder der sechsten Wahlperiode    | 1970–1975 | Wahl | Kabinett Röder IV, Kabinett Röder V                                     |
| Mitglieder der siebten Wahlperiode     | 1975–1980 | Wahl | Kabinett Röder V, Kabinett Röder VI, Kabinett Zeyer I                   |
| Mitglieder der achten Wahlperiode      | 1980–1985 | Wahl | Kabinett Zeyer II, Kabinett Zeyer III                                   |
| Mitglieder der neunten Wahlperiode     | 1985–1990 | Wahl | Kabinett Lafontaine I                                                   |
| Mitglieder der zehnten Wahlperiode     | 1990–1994 | Wahl | Kabinett Lafontaine II                                                  |
| Mitglieder der elften Wahlperiode      | 1994–1999 | Wahl | Kabinett Lafontaine III, Kabinett Klimmt                                |
| Mitglieder der zwölften Wahlperiode    | 1999–2004 | Wahl | Kabinett Müller I                                                       |
| Mitglieder der dreizehnten Wahlperiode | 2004–2009 | Wahl | Kabinett Müller II                                                      |
| Mitglieder der vierzehnten Wahlperiode | 2009–2012 | Wahl | Kabinett Müller III, Kabinett Kramp-Karrenbauer I                       |
| Mitglieder der fünfzehnten Wahlperiode | 2012–2017 | Wahl | Kabinett Kramp-Karrenbauer II                                           |
| Mitglieder der sechzehnten Wahlperiode | 2017–2022 | Wahl | Kabinett Kramp-Karrenbauer III, Kabinett Hans                           |
| Mitglieder der siebzehnten Wahlperiode | seit 2022 | Wahl | Kabinett Rehlinger                                                      |